# Факултет за полонистику Универзитета у Варшави
Факултет за полонистику Универзитета у Варшави (оригинални назив на пољском језику: Wydział Polonistyki Uniwersytetu Warszawskiego) је факултет Универзитета у Варшави. Њено седиште се налази у ул. Krakowskie Przedmieście 26/28.

## Историјат факултета
Традиције полистике и широко схваћене филолошке студије датирају од почетка постојања Варшавског универзитета (1816–1818). У најранијем периоду постојања универзитета, његови запослени су, између осталих, били Анзелм Швејковски (први ректор Варшавског универзитета), Казимиеж Бродзински (први предавач историје пољске књижевности; секретар Варшавског универзитета у године 1823–1830), Самуел Богумил Линде (лингвиста и лексикограф), Лудвик Осински (професор компаративне књижевности).
Пољске студије у Варшави настављају и традицију полистике Варшавске гимназије, која се од 1817. године налазила у палати Казимиерзовски. Директор Варшавске средње школе био је Линде, а међу наставницима имена су: Феликс Бентковски, Миколај Чопин, Францисзек Салези Дмочовски.
Као резултат репресије након Новембарског устанка (затварање универзитета), заустављен је развој академске полистике у Варшави. Тек отварањем Главне школе у Варшави (1862–1869), а у оквиру ње Филолошко-историјског факултета, створена је прилика за реактивацију студија у овој области. Предавања су држали, између осталих, Адам Белциковски и Александар Тишињски.
На царском универзитету у Варшави на руском говорном подручју (1870–1915) пољска филологија је била подређена словенској, што није подстакло развој истраживања у области пољског језика и националне књижевности.
Права обнова академске полистике у Варшави почела је 1915. Од тада су Јозеф Каленбач, Јулиуш Клеинер и Бронислав Хлебовски овде водили филолошке студије и семинаре. Историју пољске књижевности предавали су Јозеф Ујејски и Бронислав Губринович; затим Јулиан Крзизановски (од 1933) и Вацłав Борови (од 1937). Историја полистике у Варшави обухвата и Манфреда Кридла, Зофију Шмидтову, Зигмунта Швејковског, Конрада Горског и Казимијежа Војцицког. Круг полистике Стефана Жеромског одиграо је важну улогу у историји пољске књижевности. Међу лингвистима вредним помена су Јан Бодуен де Куртене, Адам Антони Крински, Станислав Шобер, Витолд Дорошевски и слависта Станислав Слонски. Захваљујући личностима као што су Ришард Ганшињец, Густав Пржихоцки, Адам Крокиевич, Тадеуш Зиелински, Казимир Кумањецки, класична филологија се динамично развијала.
У годинама 1940–1941, Јулијан Кжижановски је био задужен за тајну наставу полистике. Особље је, између осталих, укључивало Вацлав Борови, Јан Станисłав Бистрон, Витолд Доросзевски, Зофиа Сзмидтова, Тадеусз Микулски. Међу ученицима: Кшиштоф Камил Бачињски, Вацлав Бојарски, Тадеуш Гајци, Анџеј Трзебињски, Тадеуш Боровски..
После рата, Вацлав Борови и Јулијан Кжижановски били су одговорни за организацију академске пољске студије у Варшави. Тада је основан Семинар за историју пољске књижевности, који је 1950. године претворен у Катедру за историју пољске књижевности на Филолошком факултету (постојао до 1968). У то време, између осталих, раде Јержи Пелц, Стефан Жолкјевски, Јан Зигмунт Јакубовски, Казимир Буџик, Марија Рената Мајенова, Зофија Шмидтова, Јан Кот, Зџислав Либера, Јан Новак Длужевски, Еугенијуш Савричараришатор (Еугениусз Савриларстурсзев) овде; Станисłав Скорупка, Халина Конечна, Халина Курковска, Данута Буттлер, Барбара Бартницка, Рената Грзегорцзикова, Јадвига Пузинина, Халина Саткиевицз, Миецзисłав Сзимцзак (лингвисти); Лидиа Винницзук, Октавиуш Јуревич, Јулиуш Домански (класични филолози); Јозеф Магнусзевски, Збигниев Рисиевич, Здзислав Стиебер, Адам Веинсберг-Ваида, Пземислав Зволински, Јануш Сиатковски (слависти и индоевропеисти). Године 1968. у новооснованом Факултету за пољску и словенску филологију основан је посебан Институт за пољску филологију, на чијем је челу био Јан Зигмунт Јакубовски, касније Јадвига Кулчицка-Салони. Године 1975. Факултет пољских и словенских филолошких наука преименован је у Факултет за полистику. Од школске 1975/1976, поред Института за пољску књижевност и Института за пољски језик, постојао је Одсек за пољску културу (сада Институт за пољску културу).
Тренутно је Факултет за полистику Универзитета у Варшави један од највећих научних центара у земљи, који развија студије пољских, славистичких, хеленистичких, културних, латинских и балтичких студија у области књижевности, културе и језика. Факултет је овлашћен да додељује академске дипломе доктора и хабилитованог доктора хуманистичких наука у области лингвистике, књижевности и културологије..

## Структура факултета
- Институт за пољску књижевност
- Институт за пољски језик
- Институт пољске културе
- Институт за примењену полистику
- Институт за класичну филологију
- Институт за западну и јужну славистику
- Катедра за општу, источноазијску, компаративну и балтичку лингвистику
- Центар пољског језика и културе за странце "Полоникум"

## Смерови факултета
- Пољска филологија
- Општа и клиничка логопедска терапија
- Класична филологија и медитеранске студије
- Културолошке студије – знање о култури
- Балтичка филологија
- Славистике
- Центар пољског језика и културе за странце "Полоникум"
- Филологија пољског знаковног језика

### Библиотека
- Библиотека Вацлав Борови

Основана је после Другог светског рата захваљујући иницијативи Вацлава Боровија (од 1990. године носи име научника). Године 1945. библиотека Семинара за историју пољске књижевности допуњена је збиркама Библиотеке Универзитета у Варшави (претходно седиште Семинара је уништено и премештено у зграду ректора). У наредним годинама библиотека је допуњена, између осталих, дублети из Јагелонске универзитетске библиотеке (захваљујући напорима Јулијана Кжижановског). Званичним почетком постојања библиотеке сматра се 1950. Од тада се књижни фонд непрестано шири. Тренутно има око 100.000 томова. Састоји се од публикација о књижевним студијама, културолошким студијама, филозофији, веронауци и сродним дисциплинама. Онлајн каталог библиотеке доступан је на: https://web.archive.org/web/20141105185256/http://www.bijp.uw.edu.pl/katalogi.php
- Библиотека Jan Baudouina de Courtenay

Основан је и после Другог светског рата, почетком 1950-их. Његови почеци били су књижни фонд Семинара пољског језика. Тренутно библиотека има око 80.000 томова (публикације из области лингвистике, педагогије, семиотике, филозофије, антропологије и сродних области). Од 2010. године библиотека носи име Жана Бодуена де Куртенеа. Онлајн каталог библиотеке доступан је на: https://web.archive.org/web/20141105185256/http://www.bijp.uw.edu.pl/katalogi.php

### Студентске организације
- Студентски савез
- Позориште пољских студија на Универзитету у Варшави Елигиусз Сзиманис
- Бројни научни кругови, међу којима су Кружок за проучавање књижевности, који делује дуги низ година и
- културни портал „Niewinni Czarodzieje”[14]

## Власти факултета
- Декан: проф. Др. Збигниев Грен
- Продекан за развој истраживачког кадра: проф. Др. Војциех Дужик
- Продекан за научноистраживачку делатност и међународну сарадњу: др хаб. Катажина Дроздз-Лушчик
- Продекан за наставу, студентска питања и докторске студије: др Лукасш Ксиазек